# 韵律 (语言学)
在语言学中，韵律（英語：prosody）指的是讲话的过程中非独立音段（元音和辅音）的成分，即音节或更大单位的性质。这些性质形成语调、声调、重读和等时性等语言功能。这些语言元素被称为超音段音位。
韵律可以反映出说话者或话语的多种特征：说话者的感情状态，话语的形式（是陈述、疑问还是命令），反讽或挖苦的存在性，强调、對比、焦点等其他无法由语法和词汇表达来编码的语言元素。

## 韵律的特征属性
语音韵律方面的研究通常要区分听觉量度（听者头脑中的主观印象）和客观量度（可以客观测量的声波的物理特性和发音的生理特征）。韵律的听觉量度（主观印象）和客观量度（听觉和发音）并非线性对应。韵律研究大多基于听觉量度上的分析。
韵律的变量没有固定数目。听觉层面的主要变量有：
- 语音音高（在高低之间变化）
- 声音长度（在长短之间变化）
- 响度，又称显著度（在柔和和响亮之间变化）
- 音色，又称发声态（声音质量）

这些变量在声学层面大致对应于：
- 基本频率（以赫兹或周期每秒（英语：Cycle per second）为单位测量）
- 延续时间（以毫秒或秒等时间单位衡量）
- 音强，又称声压级（以分贝为单位）
- 频谱特征（听阈内各频段的能量分布）

这些变量的不同组合被用于语调和重音的语言功能以及节奏、速度和响度等其他韵律特征。 包括音色和停顿的其他的韵律变量也被研究。韵律变量的行为可以作为跨韵律单元的轮廓研究或者通过边界行为研究。

## 音韵学
因为韵律特征的载体大于独立的音段，韵律特征被认为是超音段的；但在特殊情况下，一个单独的音段可能包含一个音节，甚至整个话语，例如“啊！”、“靠！”。有必要区别对待个体的声音背景特征（如其习惯的音高范围）和以对比来达到交流目的的独立韵律变量（如陈述和疑问句中音高的变化）。个人特征没有语言学意义：不可能准确指出韵律中的哪个方面是广泛存在于所有语言的，哪个方面只存在于特定语言或方言。

### 语调
一些文献作者（如O'Connor和Arnold）纯粹用音高来描述语调；而另一些文献作者（例如Crystal）则认为，所谓“语调”其实是多个韵律变量的合成。一般认为英语语调由三个方面构成：
- 话语的分割单位
- 特定词语和音节的强调
- 音高运动（如上升或下降）

人们有时会将以上三者称作、和，并将它们并称为“三T”。
与音高有关的还有音高范围：讲话者有时音高范围宽（这通常发生在情绪兴奋时），有时音高范围窄。有人说英语善于利用“调门”的变化：语调升高或降低，在特定语境中会表达意义。

### 重音
从感性的角度来看，重音可以起到突出音节的作用。重音可以被视为与单独的单词或者更大的语音单位相关：被视为与单独的单词相关的重音被称为“单词重音”或“词汇重音”；被视为与更大的语音单位相关的重音在传统上被称为“句子重音”，但它应被更恰当地称为“韵律重音”。重读音节通常由下列几个变量本身或它们的组合构成：
- 音高突出，亦即不同于相邻音节的音高水平或者不同的音调变化；
- 长度增加，亦即持续时间的增加；
- 响度增加，亦即力度的增加；
- 音色差异：在英语等部分语言中，重音与各方面的元音质量相关，而这在声学上与元音的共振峰频率和频谱相关。相对于在元音质量上更倾向于中央的重读元音，非重读元音在元音质量上更倾向于边缘。[12]

这些变量对重音的提示大小并不相同。例如Cruttenden就写到：“无论如何，感知实验都清楚地表明，英语的这三个特征（音高、长度和响度）在突出音节方面具有重大的级别差异，音高在这方面是最有效的，而响度在这方面是最不有效的”。
在不同的语言中，重音在单词识别和句法、语法解释方面中的作用有着巨大差异。

### 语速
语速可以被视为韵律的一部分。大卫·克里斯托对韵律作出了可能最为详尽的分析。他在其系统中借用了音乐用语作为术语，以允许在节奏之外的简单变化。例如在其系统中，单音节发音可以被称为"clipped"、"drawled"或"hold"，而多音节发音可以被称为"allegro"、"allegrissimo"、"lento"或"lentissimo"。Crystal声称“在所有韵律参数中，语速可能是除音高之外离散度最高的语法功能……”在基于其语料库的分析实例中，他援引了讲话者自我修复其演讲错误时语速加快的实例，以及在以标题和名字的形式引用嵌入材料时语速加快的实例，例如"I'm sorry, but we won't be able to start So you think you know what's happening for a few moments"和"This is the I'll show you a picture and you tell me what it is technique"（其中斜体文本语速较快）。

### 节奏
虽然与音高或响度不同，节奏并不是一个韵律变量，但人们经常会把语言的节奏视为其韵律音系的一部分。语言学家通常会断言，语言会在连续言语单位的发生时间上表现出规律性，这种规律被称为等时性。所有语言都可以被归为以下三类节奏类型之一： 重音节奏（重读音节之间音程的持续时间相对恒定的节奏）、音节节奏（音节之间音程的持续时间相对恒定的节奏）和音拍节奏（音拍之间音程的持续时间相对恒定的节奏）。但正如等时性一文所述，这种说法尚未得到科学证据支持。

### 停顿
停顿无论清浊都属于调音连续性中断的现象。这种现象有可能会发生在一个开音渡或闭音渡中。会话分析通常会对停顿时长进行记录。无声停顿与听觉犹豫十分难以区分，区分它们是一项挑战。对比词块内外部的音渡有助于辨认停顿的类型。
“填充”暂停可以被分为多种类型。惯用语中的暂停填充词包括“那个”、 “呃”、“嗯”等，副语言中具表现力的呼吸暂停包括叹息和喘气等。
但停顿也可能包含对比性语言内容。例如英语廣告旁白文稿中单个单词之间的停顿有时就可以被用于表示高信息量内容，例如“品质，服务，价值。”

### 组块
停顿的缺乏与否有助于对词语或词块（例如短语、固定词组、句子成分或感叹词）的感知。组块通常会突出作为词项或固定词组的习语。组块韵律会出现在任何完整话语中，并且可能但不一定对应于某个句法範疇。在一个相当知名的英语组块"Know what I mean?"中，因为相邻的单词音节被模糊或迅速发音，单词之间可能的开音渡变为了闭音渡，这从而导致了这个单词组块的发音类似于一个单一单词（"No-whuta-meen?"）。

## 认知方面
据说在英语以及其他语言中，语调具有为数众多的感知功能，并且有助于识别及理解言语。

### 语法
语言学家目前据信韵律可以帮助听者解析连续言语及识别单词和提供关于句法结构、语法与边界和句子类型的线索。语调单位之间的边界通常会与语法或句法边界相关，而它们都以停顿和语速减慢为特征——例如在“音高重置”中，言语者的音高就将恢复至新语调单位开始时的通常水平。这些边界可以起到消除潜在的歧義的作用。例如句子""在书面上存在歧义）；但当此句子被大声朗读时，语调变化和将句子分为组块的停顿都可以减少或消除歧义。在上述例子中，移动语调单元通常会改变句子的释义。语言学家在对英语和保加利亚语的研究发现了这个结果。韵律在英语单词的识别研究中发挥了重要作用。

### 焦点
语调和重音共同突出了重要单词和音节，并且形成了对比和焦點。这有时会被称为韵律的重音功能。一个高知名度的带歧义句子是"I never said she stole my money"，随着重音所强调的单词的不同，这个句子可能会拥有七个可能的意义。

### 语篇
韵律可以发挥调节会话交互和示意语篇结构的作用。大卫·巴士路和他的同事研究了语调表明信息新旧的方式，言语者在对话中的占优势与否以及言语者邀请听者为对话作出贡献的时机。

### 情感
韵律在示意情感与态度的方面也具有重要作用。在人类受到焦虑或恐惧等因素影响无意识发声时，韵律信息就会失去在语言上的重要性；但在发言者有意改变其言语，以起到表现挖苦意义等作用时，韵律特征通常就会受牵涉。在挖苦的识别中，发挥效用最大的一方面是与其他语言相比幽默性、中立性或真诚性的平均基频降低。但与韵律的暗示相比，上下文线索和双方共识在表明讽刺方面也十分重要。
在《人类的由来》一书中，查尔斯·达尔文认为，情感音韵人类语言起源之前就已经存在了：“即使是猴子也会用不同声调的来表达强烈的情感——他们用低音调愤怒和烦躁，用高音调来表达恐惧和痛苦。”母语使用者在倾听演员阅读以恰当的情感没有情感倾向的文本时可以正确地识别出62%的快乐音调、95%的愤怒音调、91%的惊讶音调、81%的悲伤音调和76%的中立音调；而电子计算机在处理相同语音的数据库时则能经由分段特征更好地识别90%以上的快乐和愤怒音调，但它们只能经由超音段音位特征识别出44%至49%的相同音调。与之恰恰相反的一项结果是，电子计算机只能经由分段特征正确地识别出69%的惊讶音调，却可以经由超音段音位特征正确地识别出96%的惊讶音调。在不涉及演员声音的一般对话中，对于情感的识别率一般会低至约50%左右——这对于为部分作者所支持的复杂言语关系运作来说是一个阻碍。研究表明，普通人类通过情感韵律解码会话隐含意义的能力在准确度上略低于解码传统面部表情的能力；但特定的解码能力是因人而异的。这些情感过程受到了跨文化利用和理解，因此，语言学家认为它们是普遍跨文化存在的。下方列出了各种情感及它们在一般实验中的识别率：
- 愤怒和悲伤：高准确识别率；
- 恐惧和幸福：中准确识别率；
- 反感或憎恨：低准确识别率。

听者通常会在话语韵律的指导下判断在某一情景下的情感。与说话时的面部表情相同，一个人类个体对韵律的理解（例如理解为积极、消极或中性）对于此人对话语的解读起到了重要作用。面部表情的倾向性越不明显，韵律对于对面部表情的解释的影响也就越大。Marc D. Pell的研究表明，因为600毫秒以下的韵律信息会使得听者没有足够信息处理话语的情感背景，听者需要使用600毫秒的韵律信息方能识别出话语的感情基调。

### 儿童语言
婴儿定向言语（英語：infant-directed speech，IDS），又称儿语、儿童定向言语或“妈妈语”，指成年人（尤其是看护人）在和孩子说话时模仿孩子声音所产生的言语，这种言语以具有更高、更多变的音调以及夸张的压力为特征。语言学家发现它存在有助于儿童掌握音素、分词和识别短语边界的独有韵律特征。虽然没有任何证据表明这种婴儿定向言语具有在语言习得上必要性，但语言学家已经在多种不同语言中发现了这些韵律特征。

### 失语韵能
失语韵能指一种无法在口头语言理解或产生的情感表达的获得性或发育性障碍。失语韵能者通常也不能正确地使用言语的变化，并且极其缺乏校准音高、响度、语调和构词节奏的能力。这种现象会发生在亞斯伯格症候群患者中。

### 涉及的脑区域
产生上述些非语言成分需要具有完整的面部、口部、舌部及喉部的运动区域，亦即在左額葉中与布罗德曼分区系统中的第44分区和第45分区（布若卡氏区）相关的区域。在第44分区或第45分区，尤其是这两个区位于右脑的部分受到损害时，肌肉运动的失语韵能就会被引起，其非语言成分（面部表情、语调和声音节奏）就会被干扰。
理解这些非语音成分需要一个完好和恰当的运作的右脑外侧沟，尤其是布若卡氏第22分区（不要与包括韦尼克区的左半球对应的区域混淆）右额下回受损会导致通过声音或手势传达情感或强调的能力减弱，而右颞上回受损会导致在理解他人情感或声音或手势的重点时出现问题。布若卡氏第22分区右侧有助于理解韵律，这一区域的受损会导致感觉性失语韵能，并使得患者无法理解声音及肢体语言的变化。

## 延伸阅读
- NESPOR, Marina. Prosody: an interview with （页面存档备份，存于） Marina Nespor ReVEL, vol. 8, n. 15, 2010.
- Nolte, John. The Human Brain 6th Edition
- Mathews, Mark H. . traumaofvoices.com.   [7 May 2018]. （原始内容存档于18 March 2018）.
- Shapiro, Karl., Beum, Robert. The Prosody Handbook: A Guide to Poetic Form. United States: Dover Publications, 2012. ISBN 9780486122670
- Fox, Anthony. Prosodic Features and Prosodic Structure: The Phonology of 'Suprasegmentals'. United Kingdom: OUP Oxford, 2000. ISBN 9780191589768
- Romero-Trillo, Jesús. Pragmatics and Prosody in English Language Teaching. Germany: Springer, 2012. ISBN 9789400738829